# Der Wein und der Wind
Der Wein und der Wind (Originaltitel: Ce qui nous lie) ist ein französischer Spielfilm aus dem Jahr 2017, der den Genres Drama und Komödie zuzuordnen ist. Regie führte der französische Regisseur Cédric Klapisch. Filmstart in deutschen Kinos war der 10. August 2017.

## Handlung
Jean, Juliette und Jérémie sind drei erwachsene Geschwister. Sie sind die Sprösslinge eines kleinen Familienweingutes im französischen Burgund. Ihre Mutter verstarb fünf Jahre vor dem Einsetzen der Handlung. Das Leben der drei Geschwister entwickelte sich unterschiedlich. Der älteste der drei Geschwister, Jean, wanderte nach Konflikten mit seinem Vater aus, bereiste die Welt und erwarb in Australien ein Weingut, wo er zusammen mit seiner Freundin Alicia und dem gemeinsamen kleinen Sohn lebt.
Der jung verheiratete Jérémie lebt mit kleinem Kind bei den Eltern seiner Frau Océane. Juliette ist Single, widmet ihr Leben dem Wein und verblieb bei ihrem Vater auf dem elterlichen Weingut.
Als der Vater der drei Geschwister unerwartet im Sterben liegt, kehrt Jean nach zehn Jahren Abwesenheit auf das elterliche Weingut zurück. Nach dem Begräbnis geht es ums Erbe und die Bezahlung der Erbschaftssteuer von 500.000 Euro. Nur durch einen teilweisen Verkauf des Weingutes scheint die Begleichung dieser Summe möglich. Während sie die Weinlese gemeinsam organisieren, treten außerdem die privaten Probleme der drei Geschwister zutage. Jean ist mit seiner australischen Freundin Alicia zerstritten und versucht übers Telefon seine Beziehung zu retten. Sein jüngerer Bruder Jérémie fühlt sich von den Schwiegereltern gegängelt, steckt fest im Korsett der bourgeoisen Familienwelt. Juliette hat zwar ernste Ambitionen, den Betrieb ihres Vaters weiterzuführen, doch sie ist allein, unsicher und leidet sehr unter dem Tod des Vaters.
Am Ende des Films können alle Probleme gelöst werden. Auf Vorschlag seiner Freundin Alicia erklärt Jean, dass die Steuer durch einen Teilverkauf des Weinlagers seines Weinguts in Australien finanziert werden soll. Im Gegenzug sollen seine beiden Geschwister ihm eine jährliche Pacht für zwei Teile des elterlichen Weingutes überweisen, die Jean behält, aber durch Juliette und Jérémie eigenverantwortlich bewirtschaftet werden sollen.
Alle drei Protagonisten finden am Ende des Films ihren Platz. Jean kehrt zu seiner Freundin Alicia und dem gemeinsamen Sohn auf das Weingut in Australien zurück. Jérémie zieht mit seiner Océane und dem Sohn bei den Schwiegereltern aus. Juliette verbleibt auf dem elterlichen Weingut und führt den Betrieb fort.

## Kritiken

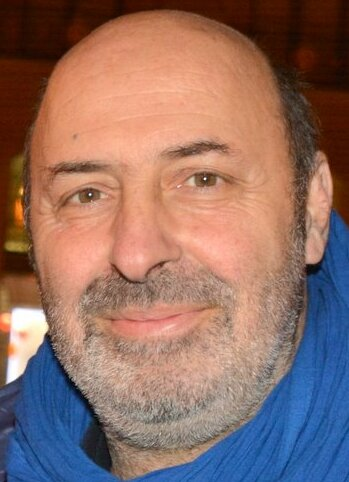
Regisseur Cédric Klapisch

Der Film Der Wein und der Wind bekam positive Kritiken. Johannes Bluth meinte etwa, dass Der Wein und der Wind so etwas wie eine familiäre Seherfahrung sei. „Man wird beim Zuschauen Teil der Familie, ist bisweilen genervt, gelangweilt, aber spürt doch stets die wärmende Grundierung der gegenseitigen Liebe.“ Dabei sei die Zeichnung der Figuren die große Stärke des Films, in dem es Klapisch gelinge, tief in die Ängste und Wünsche, in die Schönheit und Unzulänglichkeit seiner Protagonisten einzutauchen und diese nachfühlbar zu machen. Bluth schreibt: „Nahezu jedes Gespräch, jeder Blick, jeder Affekt wirkt absolut ungekünstelt und emotional gewichtig. Das liegt auch an der sehenswerten Besetzung, die ganz ohne große Namen auskommt.“ Er bilanziert: „Der Wein und der Wind ist kein Feel-Good-Movie, obwohl man gerne und mit Genuss der Geschichte folgt und Jean, Juliette und Jérémie beim Weinschwenken und leidenschaftlichen Streiten beobachtet. Es ist eine ernsthafte Leichtigkeit, die so etwas wie kathartische Effekte beim Zuschauen auslöst und sich wie ein ätherisches Bonbon wohltuend auf gereizte Partien legt. Keine Erhabenheit, keine große Geste – Der Wein und der Wind ist Kino des Alltags, im besten Sinne.“

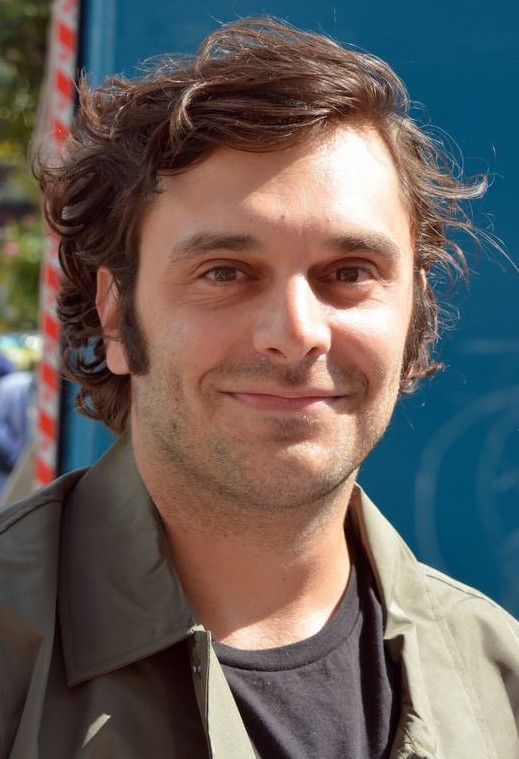
Pio Marmaï spielt Jean

Die Deutsche Presse-Agentur (DPA) meinte zwar, dass dem Regisseur die Schilderung von Natur und Weinbau im Verlauf eines Erntejahres beeindruckender als das Beziehungs- und Entwicklungsgeflecht der Geschwister Jean, Juliette und Jérémie gelinge. Sie konstatierte aber auch, dass aus langer Weile leicht mal Langeweile für die Zuschauer werde. „Weinfreaks dürften aber ihre Freude daran haben zu sehen, wie man in der Unesco-Weltkulturerberegion Burgund noch immer roten und weißen Rebensaft produziert: auf kleinen Parzellen, mit mühevoller Hand- (und Fuß-)arbeit sowie viel altem Wissen.“
Sascha Westphal von epd Film meinte: „Im Wein spiegeln sich eben nicht nur das Wetter und der Boden, er offenbart zugleich auch die Persönlichkeit seines Schöpfers. Im idealen Fall werden Mensch und Natur, Fortschritt und Tradition in ihm eins. Nach dieser Harmonie strebt Klapisch, und in einigen Momenten und Szenen erreicht er sie auch.“ Cinema.de attestiert, dass der Film kurzweilig anzusehen sei, wenn ihm auch ein erzählerischer Schwerpunkt fehle. Dafür erfahre der Zuschauer viel über die Geheimnisse des Weins, und viele würden durstig nach Haus gehen. Insgesamt sei der Film eine melancholisch-sinnliche Komödie über die jungen Betreiber eines ländlichen Weinguts.
Margret Köhler von der Münchener Abendzeitung war der Ansicht, dass Klapisch eine fast märchenhafte Inszenierung im Zyklus der Natur gelinge, wobei sich zarte Frühlingsfarben, in sommerliche Sonne getauchte sanfte Hügel, sattes Herbstrot, eine weiße winterliche Landschaft abwechselten. Sie zog folgendes Fazit: „Im dokumentarischen Stil und mit viel Lokalkolorit erzählt der Film zwischen Lebensfreude und Melancholie sehr genau von der Bewirtschaftung eines Weinguts, von familiären Konflikten und heimatlicher Verbundenheit. Dass er sich dabei manchmal in Weinfachsprache verheddert, verdirbt die Laune nicht. Mit Lust genießt man dieses am Ende doch Feel-Good-Movie wie einen guten Tropfen mit einem fein anhaltenden und frischen, intensiven und weichen Bouquet. Ideal für einen Kinoabend mit einem anschließenden Grand Cru aus dem Burgund.“
Joachim Kurz vom Portal für Film und Kino kino-zeit.de war der Ansicht, dass der Film gediegenes Erzählkino für die Generation von Arthouse-Kinogängern sei, die im Jahr 2002 schon in Klapischs Auslandssemester-Film L’auberge espagnol – Barcelona für ein Jahr geströmt seien und die seitdem ebenso um 15 Jahre gealtert seien wie die damaligen Protagonisten. Kurz schrieb abschließend über den Film und seinen Regisseur: „In gewisser Weise ähnelt der Filmemacher Cédric Klapisch den Menschen, von denen er erzählt: Er ist ein solider Handwerker mit einem guten Riecher für den Geschmack (s)eines Publikums, das vom Kino keine Innovationen will, sondern vor allem Variationen des Altbekannten. Und genau das liefert ‘Der Wein und der Wind’ ebenso zuverlässig wie vorhersehbar: Wäre sein Film ein Wein, dann mit Sicherheit kein Grand Cru, aber ein bodenständiges Gewächs, bei dem man die Mühe ebenso spürt wie Kennerschaft – und der neben allem Erwartbaren dennoch eine gewisse Tiefe nicht vernachlässigt.“
Knut Elstermann von MDR Kultur merkte in seiner Bewertung des Filmes Folgendes: „Geschickt mischt Klapisch in diese Arbeitsabläufe die Konflikte seiner Figuren ein, die Erinnerungen an die Kindheit, den tyrannischen Vater und den verlorenen Geschwisterzusammenhalt, aber auch den heutigen Kampf zwischen uralter Tradition und profitsüchtiger Moderne im Weinanbau.“ Sein Fazit: „Dieser angenehm zurückhaltende Film ist kein schwerer, folgenreicher Rotwein, sondern ein sympathisch-leichter Rosé.“